# Paliureae
Paliureae sind eine Tribus in der Familie der Kreuzdorngewächse (Rhamnaceae), der drei Gattungen zugeordnet sind. Vertreter der Tribus wachsen in den Tropen und in warm-gemäßigten Gebieten der Alten und der Neuen Welt.

## Beschreibung
Die Vertreter der Tribus sind bewehrte und unbewehrte Bäume oder Sträucher. Die Laubblätter stehen wechselständig oder büschelig. Die Blattadern sind handförmig angeordnet oder bei der Gattung Hovenia an der Basis dreinervig mit einer fiedrig verzweigten Mittelader. Die Nebenblätter sind bleibend oder fallen bald ab. Die Blütenstände sind achsel- oder endständige Trugdolden, die Blütenstandsachse ist bei Vertretern der Gattung Hovenia sukkulent. Kronblätter sind meist vorhanden. Der Fruchtknoten ist halb-unterständig bis oberständig und meist zwei-, seltener drei- oder vierfächrig. Der Diskus sondert Nektar ab, ist mit dem Fruchtknoten und dem Blütenbecher verwachsen und bei Hovenia behaart. Der Griffel ist zwei- oder dreispaltig. Die Früchte der Gattung Paliurus sind trocken und bilden einen breiten, häutigen Ring, in der Gattung Ziziphus sind es fleischige Steinfrüchte und bei Hovenia sind sie trockene, sich nicht öffnende Kapseln auf einem fleischigen Stiel.
Die Chromosomenzahl beträgt 2n = 12, 24, 26, 26, 40, 48 und 72.

## Verbreitung
Die Vertreter der Tribus wachsen in den Tropen der Alten und Neuen Welt und in warm-gemäßigten Gebieten vom südlichen Europa bis Japan.

## Systematik und Forschungsgeschichte
Paliureae ist eine der elf Tribus der Familie der Kreuzdorngewächse (Rhamnaceae) mit Paliurus als Typus-Gattung. Der Tribus werden drei Gattungen zugeordnet:
- Hovenia Thunb.
- Paliurus Tourn. ex Mill.
- Ziziphus Mill.[1]

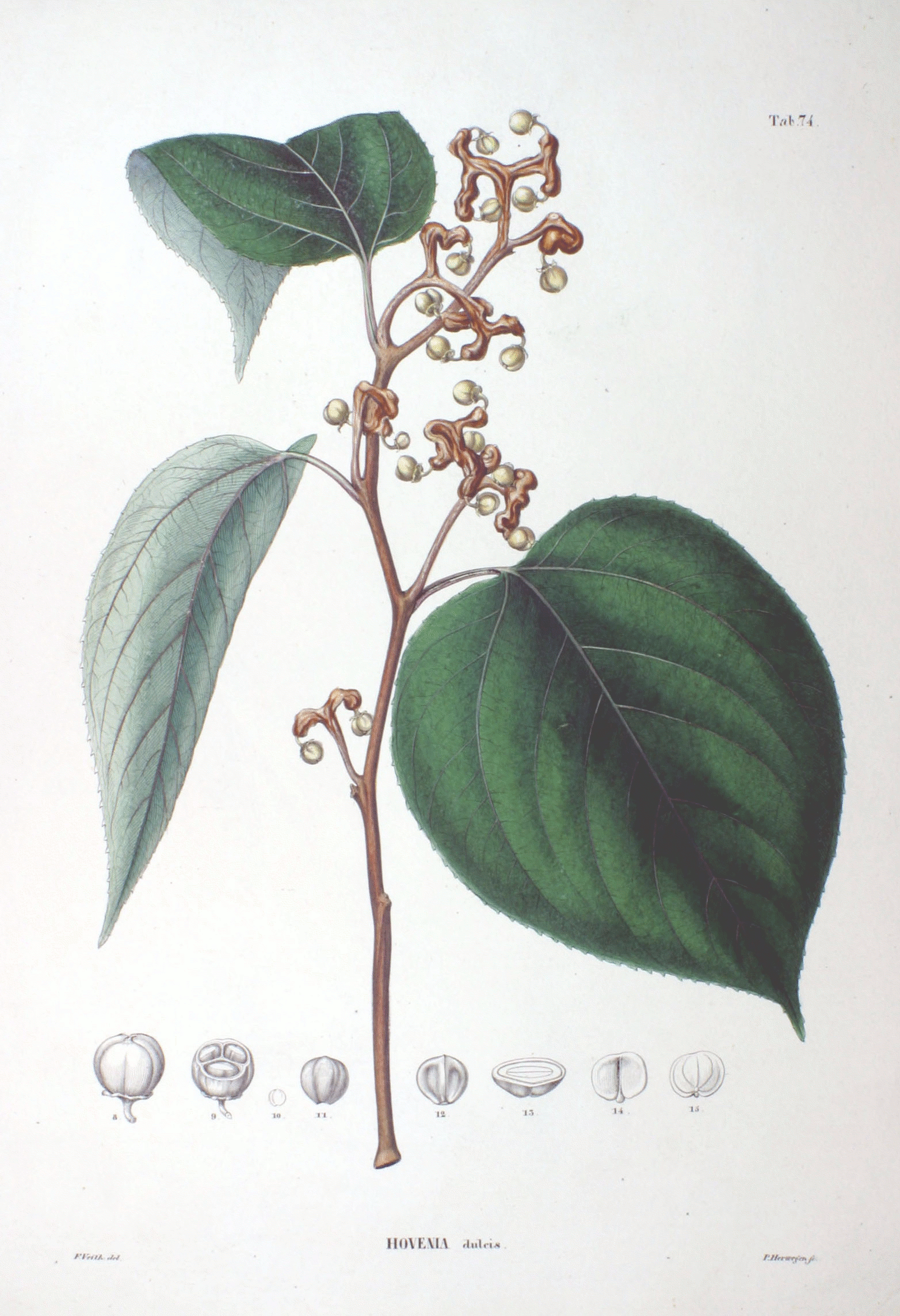
Illustration des Japanischen Rosinenbaums (Hovenia dulcis)
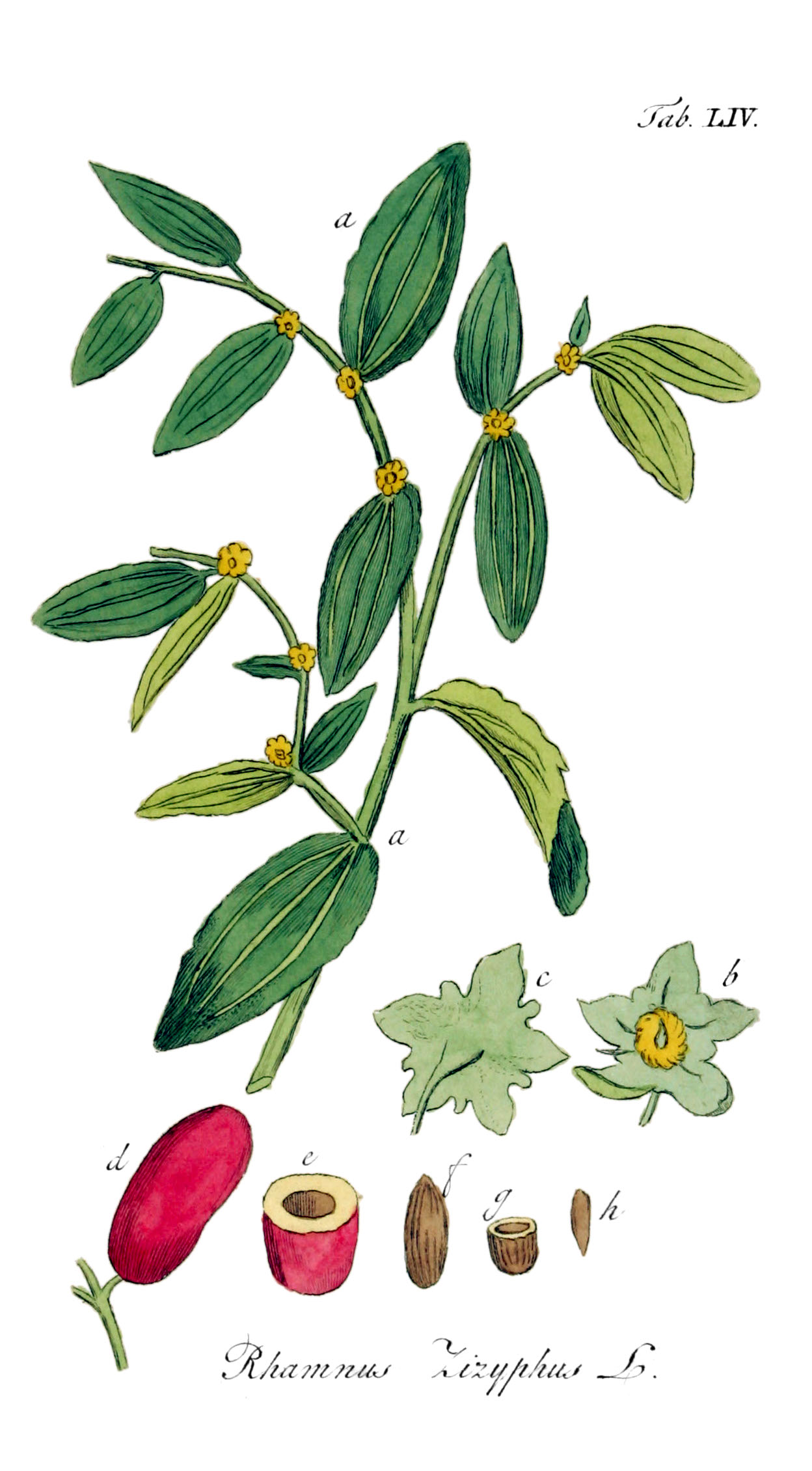
Illustration der Chinesischen Jujube (Ziziphus zizyphus)